# Francisco Gonzaga (1538-1566)
Francisco Gonzaga (em italiano:  Francesco Gonzaga; 6 de dezembro de 1538–6 de janeiro de 1566 (27 anos)) foi um nobre italiano que foi duque de Ariano, cardeal e bispo da Igreja Católica.

## Biografia
Francisco Gonzaga nasceu em Palermo em 6 de dezembro de 1538, filho de Ferrante Gonzaga (membro da Casa de Gonzaga) e Isabel de Cápua. Seu pai era, na época, vice-rei de Palermo e ele próprio era sobrinho de Ercole Gonzaga e irmão do cardeal Giovanni Vincenzo Gonzaga.
Quando Ferrante morreu em 1557, Ercole Gonzaga tornou-se guardião e o jovem humanista mantuano e futuro jesuíta Antonio Possevino tornou-se tutor dos irmãos. Francisco estudou direito e, em 1538, foi feito arcipreste de Guastalla. Em 26 de fevereiro de 1560, tornou-se protonotário apostólico.
Finalmente, em 26 de fevereiro de 1561, o papa Pio IV criou-o cardeal-diácono no consistório daquele ano e ele recebeu seu galero e a diaconia de São Nicolau no Cárcere em 10 de março do mesmo ano. Pio IV nomeou-o também legado papal na Província de Campânia e Marítima.
Em 2 de março do ano seguinte, Francisco foi eleito arcebispo de Consenza e recebeu uma dispensa especial por não ter atingido ainda a idade canônica para assumir sua nova sé. Em 16 de julho, optou por San Lorenzo in Lucina, uma igreja titular declarada diaconia pro illa vice. Foi feito cardeal-presbítero em 1 de março de 1564 e San Lorenzo voltou ao status de igreja titular na mesma data. Renunciou à arquidiocese em algum momento antes de 12 de janeiro em 1565. Em 5 de maio de 1565, foi eleito bispo de Mântua, novamente contando com a dispensa por causa de sua idade.
Francisco participou do conclave de 1565-1566 que elegeu o papa Pio V e morreu durante as sessões em 6 de janeiro de 1566. Foi sepultado em San Lorenzo in Lucina.